# Torino Film Festival 2019
La 37ª edizione del Torino Film Festival (TFF 37) ha avuto luogo a Torino (con proiezioni nel Cinema Massimo, nel Multisala Reposi e nel Cinema Classico) dal 22 al 30 novembre 2019, diretta per la sesta volta consecutiva da Emanuela Martini (al suo ultimo anno in tale ruolo). Il film di apertura è stato Jojo Rabbit di Taika Waititi, mentre Cena con delitto di Rian Johnson è stato quello di chiusura.
La giuria della selezione ufficiale, presieduta dalla regista, sceneggiatrice, scrittrice e drammaturga italiana Cristina Comencini, ha assegnato il premio come miglior film all'islandese A White, White Day - Segreti nella nebbia di Hlynur Pálmason. L'attrice italiana Carolina Crescentini è stata la madrina della cerimonia di chiusura.
La locandina di questa edizione raffigura l'attrice britannica Barbara Steele sul set del film horror italiano Amanti d'oltretomba (1965).

## Giurie

### Torino 37

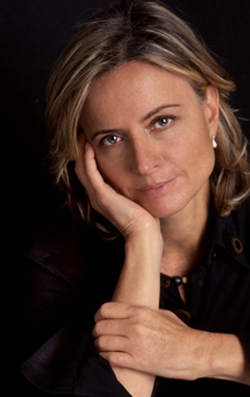
Cristina Comencini, Presidente di Giuria

- Cristina Comencini, regista - Presidente di giuria
- Fabienne Babe, attrice
- Bruce McDonald, regista
- Eran Riklis, regista
- Teona Strugar Mitevska, regista

### Internazionale.doc
- Sara Fattahi, regista - Presidente
- Erik Negro, regista
- Vladimir Perišić, regista

### Italiana.doc
- Eleonora Mastropietro, sceneggiatrice - Presidente
- Pippo Mezzapesa, regista
- Annina Wettstein, curatrice

### Italiana.corti
- Elia Billoni, musicista - Presidente
- Monica Stambrini, regista
- Lucio Villani, artista

## Selezione ufficiale

### Torino 37
- Algunas Bestias, regia di Jorge Riquelme Serrano (Cile)
- La ragazza d'autunno (Dylda), regia di Kantemir Balagov (Russia)
- Il buco (El hoyo), regia di Galder Gaztelu-Urrutia (Spagna)
- Fin de siglo, regia di Lucio Castro (Argentina)
- Il grande passo, regia di Antonio Padovan (Italia)
- Le Choc du futur, regia di Marc Collin (Francia)
- Noura rêve, regia di Hinde Boujemaa (Tunisia)
- Ms. White Light, regia di Paul Shoulberg (Stati Uniti d'America)
- Now Is Everything, regia di Riccardo Spinotti e Valentina De Amicis (Italia)
- Ohong Village, regia di Lim Lungyin (Taiwan)
- Pink Wall, regia di Tom Cullen (Regno Unito)
- Prélude, regia di Sabrina Sarabi (Germania)
- RAF, regia di Harry Cepka (Canada)
- Wet Season, regia di Anthony Chen (Singapore)
- A White, White Day - Segreti nella nebbia (Hvítur, hvítur dagur), regia di Hlynur Pálmason (Islanda, Danimarca, Svezia)

### Festa mobile
- Beats, regia di Brian Welsh (Regno Unito)
- Colpiti al cuore, regia di Alessandro Bignami (Italia)
- Dreamland, regia di Miles Joris-Peyrafitte (Stati Uniti)
- Frances Ferguson, regia di Bob Byington (Stati Uniti)
- Frida. Viva la vida, regia di Giovanni Troilo (Italia)
- Il ladro di bambini, regia di Gianni Amelio (Italia, Francia, Svizzera, Germania, 1992)
- Jojo Rabbit, regia di Taika Waititi (Stati Uniti)
- Cena con delitto - Knives Out (Knives Out), regia di Rian Johnson (Stati Uniti)
- L'ultimo piano, Scuola d'arte cinematografica Gian Maria Volonté (Italia)
- La Gomera - L'isola dei fischi (La Gomera), regia di Corneliu Porumboiu (Romania, Francia, Germania, Svezia)
- La grande strada azzurra, regia di Gillo Pontecorvo (Italia, 1957)
- Lontano lontano, regia di Gianni Di Gregorio (Italia)
- Magari, regia di Ginevra Elkann (Italia)
- Mi chiamo Altan e faccio vignette, regia di Stefano Consiglio (Italia)
- Lettera a Franco (Mientras dure la guerra), regia di Alejandro Amenábar (Spagna, Argentina)
- Nour, regia di Maurizio Zaccaro (Italia)
- Queen & Slim, regia di Melina Matsoukas (Stati Uniti)
- Simple Women, regia di Chiara Malta (Italia, Romania)
- Armi chimiche (Spider in the Web), regia di Eran Riklis (Regno Unito, Israele)
- Star Stuff, regia di Milad Tangshir (Italia)
- L'inganno perfetto (The Good Liar), regia di Bill Condon (Stati Uniti)
- The Projectionist, regia di Abel Ferrara (Stati Uniti, Grecia)
- Tommaso, regia di Abel Ferrara (Regno Unito, Stati Uniti, Grecia)
- The Kelly Gang (True History of the Kelly Gang), regia di Justin Kurzel (Australia)
- Vaccini. 9 lezioni di scienza, regia di Elisabetta Sgarbi (Italia)

### Festa mobile - Teona Strugar Mitevska
Retrospettiva dedicata alla regista Teona Strugar Mitevska, giurata del Festival
- Kako ubiv svetec, regia di Teona Strugar Mitevska (Francia, Macedonia, Slovenia, 2004)
- Jas sum od Titov Veles, regia di Teona Strugar Mitevska (Macedonia, Belgio, Francia, Slovenia, 2007)
- The Woman Who Brushed Off Her Tears, regia di Teona Strugar Mitevska (Macedonia, Germania, Slovenia, Belgio, 2012)
- Koga denot nemaše ime, regia di Teona Strugar Mitevska (Macedonia, Belgio, 2017)
- Dio è donna e si chiama Petrunya (Gospod postoi, imeto i e Petrunija), regia di Teona Strugar Mitevska (Macedonia, Belgio, Slovenia, Croazia, Francia, 2019)

### Festa mobile - TorinoFilmLab
- A Febre, regia di Maya Da-Rin (Brasile, Francia, Germania)
- Abou Leila', regia di Amin Sidi-Boumedine (Algeria, Francia)
- Alelí, regia di Leticia Jorge (Uruguay, Argentina)
- Hra, regia di Alejandro Fernández Almendras (Repubblica Ceca, Cile, Francia, Corea del sud)
- Litigante, regia di Franco Lolli (Soagna, Colombia)
- Made in Bangladesh, regia di Rubaiyat Hossain (Francia, Bangladesh, Danimarca)
- Port Authority, regia di Danielle Lessovitz (Stati Uniti, Francia)

### Festa mobile - Film Commission Torino Piemonte
- Easy Living - La vita facile (Easy Living), regia di Orso Miyakawa e Peter Miyakawa

### Festa mobile - Premio Maria Adriana Prolo
- Troppo tardi t'ho conosciuta, regia di Emanuele Caracciolo (1939)

### Festa mobile - Soldati's Day
La giornata del 25 novembre è stata dedicata a Mario Soldati, in collaborazione con Rai Teche
- Malombra, regia di Mario Soldati (Italia, 1942)
- Fuga in Francia, regia di Mario Soldati (Italia, 1948)
- La provinciale, regia di Mario Soldati (Italia, 1953)
- Pranzo di Natale: Cibi genuini di Mario Soldati (Italia, 1958)
- Viaggio nella Valle del Po di Mario Soldati (Italia, 1958)
- Chi legge? Viaggio lungo il Tirreno: Capriccio napoletano di Mario Soldati (Italia, 1960)
- Chi legge? Viaggio lungo il Tirreno: Libro e libertà di Mario Soldati (Italia, 1961)
- Un'ora con Mario Soldati, regia di Leo Birzoli (Italia, 1975)

### Cinque grandi emozioni
Cinque titoli scelti da Carlo Verdone in qualità di «Direttore ospite»
- Viale del tramonto (Sunset Boulevard), regia di Billy Wilder (Stati Uniti, 1950)
- Ordet - La parola (Ordet), regia di Carl Theodor Dreyer (Danimarca, 1955)
- Divorzio all'italiana, regia di Pietro Germi (Italia, 1961)
- Oltre il giardino (Being There), regia di Hal Ashby (Germania, Stati Uniti, 1979)
- Buon compleanno Mr. Grape (What's Eating Gilbert Grape), regia di Lasse Hallström (Stati Uniti, 1993)

### After Hours
- Bina, regia di Orçun Behram (Turchia)
- Blood Quantum, regia di Jeff Barnaby (Canada)
- Die Kinder der Toten, regia di Kelly Copper e Pavol Liska (Austria)
- Dreamland, regia di Bruce McDonald (Stati Uniti, Canada, Belgio, Lussemburgo)
- Greener Grass, regia di Jocelyn DeBoer e Dawn Luebbe (Stati Uniti)
- Guns Akimbo, regia di Jason Lei Howden (Nuova Zelanda, Germania)
- Letto numero 6, regia di Milena Cocozza (Italia)
- Metamorphosis, regia di Hong-seon Kim (Corea del Sud)
- Paradise - Una nuova vita, regia di Davide Del Degan (Italia)
- Por el dinero, regia di Alejo Moguillansky (Argentina)
- Scream, Queen! My Nightmare on Elm Street, regia di Tyler Jensen e Roman Chimienti (Stati Uniti)
- Starfish, regia di A.T. White (Stati Uniti)
- The Barefoot Emperor, regia di Peter Brosens e Jessica Woodworth (Belgio, Olanda, Croazia, Bulgaria)
- The Last Porno Show, regia di Kire Paputts (Canada)
- The Lodge, regia di Veronika Franz e Severin Fiala (Regno Unito)
- Tito, regia di Grace Glowicki (Canada)
- Un confine incerto, regia di Isabella Sandri (Italia, Germania)

### TFFDOC - Internazionale
- 143 rue du désert, regia di Hassen Ferhani (Algeria, Francia, Qatar)
- Dopamina, regia di Natalia Imery Almario (Colombia, Uruguay, Argentina)
- El Silencio que queda, regia di Amparo Garrido (Spagna)
- Khamsin, regia di Grégoire Couvert, Grégoire Orio (Francia)
- Kongo, regia di Hadrien La Vapeur, Corto Vaclav (Francia)
- Space Dogs, regia di Elsa Kremser, Levin Peter (Austria, Germania)
- Swarm Season, regia di Sarah Christman (Stati Uniti)
- When the Persimmons Grew (Xurmalar Yetişən Vaxt), regia di Hilal Baydarov (Azerbaigian, Austria)

### TFFDOC - Italiana
- Fango rosso, regia di Alberto Diana (Italia)
- Fuori tutto, regia di Gianluca Matarrese (Italia, Francia)
- I giorni e le opere, regia di Francesco Dongiovanni (Italia)
- L'apprendistato, regia di Davide Maldi (Italia)
- L'uomo raccoglitore, regia di Demetrio Giacomelli (Italia)
- La chair e le granit, regia di Anna Recalde Miranda (Italia, Francia)
- La nostalgia della condizione sconosciuta, regia di Andrea Grasselli (Italia)
- Lucus a lucendo - A proposito di Carlo Levi, regia di Alessandra Lancellotti, Enrico Masi (Italia)

### TFFDOC - Desiderio
- Delphine et Carole, insoumuses, regia di Callisto McNulty (Francia)
- Heimat ist ein Raum aus Zeit, regia di Thomas Heise (Germania, Austria)
- Holy Days, regia di Narimane Mari (Algeria, Francia)
- Indianara, regia di Aude Chevalier-Beaumel, Marcelo Barbosa (Basile)
- Liberté, regia di Albert Serra (Francia, Portogallo, Spagna)
- Lonely Rivers, regia di Mauro Herce (Francia, Spagna)
- Sono innamorato di Pippa Bacca, regia di Simone Manetti (Italia)

### TFFDOC - L'unica cosa che ho è la bellezza del mondo
- Comme si, comme ça, regia di Marie-Claude Treilhou (Francia)
- Incontro con Franco "Bifo" Bernardi (Italia)
- L'ultimu sugnu, regia di Lisa Reboulleau (Francia)
- Time and Tide, regia di Marleen van der Werf (Paesi Bassi)
- Últimas ondas, regia di Emmanuel Piton (Francia)

### TFFDOC - Fuori concorso
- Non si può nulla contro il vento, di Flatform (Italia, 2010)
- Movimenti di un tempo impossibile, di Flatform (Italia, 2011)
- Quello che verrà è solo una promessa, di Flatform (Italia, 2019)
- Tutto l’oro che c’è, regia di Andrea Caccia (Italia, Svizzera, Francia, 2019)

### Italiana.corti
- Camera d'estate, regia di Mattia Biondi (Italia)
- Caravaggio era un maiale, regia di Giacomo Bolzani (Italia)
- Incompiuta, regia di Samira Guadagnuolo, Tiziano Doria (Italia)
- La buca, regia di Dario Fedele (Italia)
- La tigresse, regia di Fabrizio Paterniti Martello (Italia)
- La volta che ho sognato Robert Oppenheimer e il fungo atomico che si alza nel deserto, regia di Carlo Cagnasso (Italia)
- Lui e io, regia di Giulia Cosentino (Italia)
- Passaggi, regia di Beppe Leonetti (Italia)
- Smoke gets in your eyes, regia di Riccardo Giacconi, Paolo Pennuti, Mirko Fabbri (Italia)
- Spera Teresa, regia di Damiano Giacomelli (Italia)
- Sublunary, regia di Mariangela Ciccarello, Philip Cartelli (Italia, Malta, Stati Uniti)

### Onde
- De nuevo otra vez, regia di Romina Paula (Argentina)
- Dentro di te c'è la terra, regia di Cosimo Terlizzi (Italia)
- La notte salva, regia di Giuseppe Boccassini (Germania, Italia)
- La pelle del tempo, regia di Salvo Cuccia (Italia)
- Maman Maman Maman, regia di Lucia Margarita Bauer (Germania)
- Maudit!, regia di Emmanuel Parraud (Francia)
- Megrez, regia di Mauro Santini (Italia)
- Memra, di Canecapovolto (Italia)
- Ne croyez surtout pas que je hurle, regia di Frank Beauvais (Francia)
- Ontem Havia Coisas Estranhas no Céu, regia di Bruno Risas (Brasile)
- Padrone dove sei, regia di Carlo Michele Schirinzi (Italia)
- Resurrezione, regia di Tonino De Bernardi (Italia)
- Sacavém, regia di Júlio Alves (Portogallo)
- Säsong, regia di John Skoog (Svezia)
- Six Portraits of Pain, regia di Teresa Villaverde (Portogallo)
- Sofá, regia di Bruno Safadi (Brasile)
- Synonymes, regia di Nadav Lapid (Francia, Israele, Germania)
- Vitalina Varela, regia di Pedro Costa (Portogallo)
- Voglio vivere senza vedermi, regia di Bruno Bigoni, Francesca Lolli (Italia)

### Onde - Artrum
- At Those Terrifying Frontiers Where the Existence and Disappearance of People Fade into Each Other, regia di Basel Abbas e Ruanne Abou-Rahme (Palestina)
- Dream Lives of Debris (and What Has Location May Be Approached), regia di Lara Ögel (Turchia)
- Neither on the Ground nor in the Sky, regia di Hera Büyüktaşçıyan (Turchia)
- Shivering Heart, regia di Vajiko Chachkhiani (Georgia)
- Studio Visit 09: Painting Preview, regia di Theo Triantafyllidis (Grecia)
- The Atelier, regia di Hasan Özgür Top (Turchia)
- The Missing T, regia di Ahmet Öğüt (Turchia)
- Under, regia di Hale Tenger (Turchia)

### Si può fare! - Da Caligari agli zombie
Retrospettiva dedicata al cinema horror classico dal 1920 al 1970
- Il gabinetto del dottor Caligari (Das Cabinet des Dr. Caligari), regia di Robert Wiene (Germania, 1920)
- Nosferatu il vampiro (Nosferatu, eine Symphonie des Grauens), regia di F.W. Murnau (Germania, 1922)
- Il fantasma dell'opera (The Phantom of the Opera), regia di Rupert Julian (Stati Uniti, 1925)
- Frankenstein, regia di James Whale (Stati Uniti, 1931)
- Freaks, regia di Tod Browning (Stati Uniti, 1932)
- L'isola delle anime perdute (Island of Lost Souls), regia di Erle C. Kenton (Stati Uniti, 1932)
- La mummia (The Mummy), regia di Karl Freund (Stati Uniti, 1932)
- The Black Cat, regia di Edgar G. Ulmer (Stati Uniti, 1934)
- La moglie di Frankenstein (Bride of Frankenstein), regia di James Whale (Stati Uniti, 1935)
- La bambola del diavolo (The Devil-Doll), regia di Tod Browning (Stati Uniti, 1936)
- Dr Jekyll e Mr. Hyde (Dr. Jekyll and Mr. Hyde), regia di Victor Fleming (Stati Uniti, 1941)
- Il bacio della pantera (Cat People), regia di Jacques Tourneur (Stati Uniti, 1942)
- Ho camminato con uno zombi (I Walked With a Zombie), regia di Jacques Tourneur (Stati Uniti, 1943)
- La jena (The Body Snatcher), regia di Robert Wise (Stati Uniti, 1945)
- Il mostro della laguna nera (Creature from the Black Lagoon), regia di Jack Arnold (Stati Uniti, 1954)
- La maschera di Frankenstein (The Curse of Frankenstein), regia di Terence Fisher (Regno Unito, 1957)
- Dracula il vampiro (Dracula), regia di Terence Fisher (Regno Unito, 1958)
- La vendetta di Frankenstein (The Revenge of Frankenstein), regia di Terence Fisher (Regno Unito, 1958)
- Il mostro di sangue (The Tingler), regia di William Castle (Stati Uniti, 1959)
- La maschera del demonio, regia di Mario Bava (Italia, 1960)
- Occhi senza volto (Les Yeux sans visage), regia di Georges Franju (Francia, 1960)
- Il pozzo e il pendolo (The Pit and the Pendulum), regia di Roger Corman (Stati Uniti, 1961)
- L'implacabile condanna (The Curse of the Werewolf), regia di Terence Fisher (Stati Uniti, 1961)
- Suspense (The Innocents), regia di Jack Clayton (Regno Unito, 1961)
- L'orribile segreto del dr. Hichcock, regia di Riccardo Freda (Italia, 1962)
- Gli uccelli (The Birds), regia di Alfred Hitchcock (Stati Uniti, 1963)
- Gli invasati (The Haunting), regia di Robert Wise (Regno Unito, 1963)
- Onibaba - Le assassine (Onibaba), regia di Kaneto Shindō (Giappone, 1964)
- La maschera della morte rossa (The Masque of the Red Death), regia di Roger Corman (Stati Uniti, 1964)
- Le cinque chiavi del terrore (Dr. Terror's House of Horrors), regia di Freddie Francis (Regno Unito, 1965)
- Operazione paura, regia di Mario Bava (Italia, 1966)
- La lunga notte dell'orrore (The Plague of the Zombies), regia di John Gilling (Regno Unito, 1966)
- Il killer di Satana (The Sorcerers), regia di Michael Reeves (Regno Unito, 1967)
- Rosemary's Baby - Nastro rosso a New York (Rosemary's Baby), regia di Roman Polański (Stati Uniti, 1968)
- Toby Dammit, regia di Federico Fellini (Francia, 1968) - episodio di Tre passi nel delirio
- Barbara, il mostro di Londra (Dr Jekyll & Sister Hyde), regia di Roy Ward Baker (Regno Unito, 1971)

## Premi
I Premi sono stati consegnati il 30 novembre

### Torino 37
- Miglior film: A White, White Day - Segreti nella nebbia (Hvítur, hvítur dagur), regia di Hlynur Pálmason
- Premio Fondazione Sandretto Re Rebaudengo: Noura rêve, regia di Hinde Boujemaa
- Miglior attrice: Viktorija Mirošničenko e Vasilisa Perelygina per La ragazza d'autunno (Dylda)
- Miglior attore: Stefano Fresi e Giuseppe Battiston per Il grande passo
- Miglior sceneggiatura: Wet Season, regia di Anthony Chen
- Premio del pubblico: Ms. White Light, regia di Paul Shoulberg

### Internazionale.doc
- Miglior film: 143 rue du désert di Hassen Ferhani
- Premio speciale della giuria: Khamsin di Grégoire Couvert e Grégoire Orio

### Italiana.doc
- Miglior film: Fuori tutto di Gianluca Matarrese
- Premio speciale della giuria: L'apprendistato di Davide Maldi

### Italiana.corti
- Miglior film: Spera Teresa, regia di Damiano Giacomelli
- Premio speciale della giuria: La buca di Dario Fedele

### Premio FIPRESCI
- Miglior film: Noura rêve, regia di Hinde Boujemaa

### Premi collaterali
I premi collaterali sono stati consegnati il 30 novembre
- Premio Cipputi 2019 – Miglior film sul mondo del lavoro: Ohong Village di Lim Lungyin
- Premio Cinema d'acqua: Cai dŵr apă tuk di Matteo Passerini
- Premio Torino Factory (ex aequo): Manuale di storie dei cinema di Stefano D'Antuono e Bruno Ugioli e Selene di Sara Bianchi
- Premio Scuola Holden
  - miglior sceneggiatura: Il buco (El hoyo) di Galder Gaztelu-Urrutia
  - menzioni speciali: La ragazza d'autunno (Dylda) di Kantemir Balagov e A White, White Day - Segreti nella nebbia (Hvítur, hvítur dagur) di Hlynur Pálmason
- Premio DAMS miglior Casting director a Vladimir Golov per La ragazza d'autunno
- Premio Achille Valdata: Ms. White Light di Paul Shoulberg
- Premio Avanti!: A White, White Day - Segreti nella nebbia di Hlynur Pálmason
- Premio "Gli Occhiali di Gandhi"
  - Miglior film: Sono innamorato di Pippa Bacca, regia di Simone Manetti
  - Menzione speciale: Nour, regia di Maurizio Zaccaro
- Premio Interfedi: Made in Bangladesh, regia di Rubaiyat Hossain

### Premi alla carriera
- Terza edizione del Premio Langhe-Roero e Monferrato (29 novembre 2019, cena di gala ne La Centrale della Nuvola Lavazza con menù di Carlo Cracco) della Film Commission Torino Piemonte in collaborazione con il Museo nazionale del cinema a favore della Fondazione Piemontese per la Ricerca sul Cancro ONLUS: Roberto Benigni[9]
- Gran Premio Torino: Barbara Steele[10]
- Diciottesima edizione del Premio Maria Adriana Prolo alla carriera: Lorenzo Ventavoli[11]

## Pubblicazioni
- 37 TFF - Torino Film Festival (PDF), Torino, Museo nazionale del cinema, novembre 2019, ISBN 978-88-96469-19-4.